# Еськов, Евгений Константинович
Евгений Константинович Еськов (21 декабря 1938 — 15 февраля 2023) — российский энтомолог и физиолог, занимался проблемами эволюционной экологии и физиологии животных. Доктор биологических наук (1977), профессор (1982), Заслуженный деятель науки и техники РФ (1996), почётный член Нью-Йоркской АН. Декан факультета охотоведения и биоэкологии РГАЗУ, главный редактор журнала «Вестник охотоведения».

## Биография
Окончил Курский сельскохозяйственный институт.
- Переподготовка по биофизике в МГУ им. М.В. Ломоносова, где защитил кандидатскую диссертацию.
- 1977 — защита докторской диссертации в Институте физиологии им. И. П. Павлова
- Заведующий кафедрой зоологии Рязанского государственного пединститута
- Создатель научной школы, формирование которой началось в начале 1980-х годов на базе указанной кафедры[4].
- Являлся заведующим кафедрой экологии Академии пчеловодства (г. Рыбное, Рязанская область).
- С 2000 года перешёл на работу в Российский государственный аграрный заочный университет (РГАЗУ), в котором возглавил кафедру экологии и охотоведения[4].
- Председатель диссертационного совета Д.220.056.01 (специальности: экология, звероводство и охотоведение)[2].
- С 2011 года декан факультета охотоведения и биоэкологии РГАЗУ.
- Президент Международного Евроазиатского союза «Апиэкология»[4].
- Член Постоянной комиссии по биологии пчёл Апимондии[5].
- Член редколлегии журнала «Пчеловодство»[6].
- Главный редактор журнала «Вестник охотоведения».

Подготовил 40 кандидатов и 11 докторов наук по разным теоретическим и прикладным проблемам биологии.

## Признание
- Заслуженный деятель науки и техники РФ (1996)[7].
- Почётный работник высшего профессионального образования.
- Отличник народного просвещения.
- 3-кратный лауреат международной премии «Образование в области точных наук».
- Академик и почётный член Нью-Йоркской академии наук.
- Академик Российской академии естествознания.
- Действительный член Академии экологии, безопасности человека и природы.

Награждён медалями ВДНХ (ВВЦ), иностранных научных обществ — Стефана Заводника (Словакия), Теодора Неубайра (Германия), Международного библиографического центра (Англия). В 1998 году Американским библиографическим институтом назван человеком года.

## Основные труды
Опубликовал более 600 научных работ, в том числе 18 монографий. Он автор и/или соавтор 44 авторских свидетельств и патентов на изобретения.
Монографии и книги
- Еськов Е. К. Акустическая сигнализация общественных насекомых. М.: Наука, 1979. 209 с.
- Еськов Е. К. Акустическая сигнализация насекомых. М.: Знание, 1979. 63 с. (Сер. биол.; № 2).
- Еськов Е. К. Поведение медоносных пчёл. Москва. Колос. 1981. 184 с.
- Еськов Е. К. Микроклимат пчелиного жилища. Москва. Россельхозиздат. 1987. 176 с.
- Еськов Е. К. Экология медоносной пчелы. Москва. Россельхозиздат. 1990. 221 с.
- Еськов Е. К. Этология медоносной пчелы. М.: Колос, 1992. 336 с.
- Еськов Е. К. Экология медоносной пчелы. Рязань. Русское слово. 1995. 392 .
- Еськов Е. К. Гравитационно-инерциальное ориентирование. Томск. Изд-во ТПУ. 2004. 178 с. (соавт. — Швецов Г. А., Гладышев Г. Н., Дмитриев В. С.).
- Еськов Е. К. Эволюционная экология. М.: Пер-се. 2008. 780 с.
- Еськов Е. К. Эволюционная экология. Принципы, закономерности, теории, гипотезы, термины и понятия. М.: Пер-се. 2009. 672 с.
- Еськов Е. К. Биологическая история Земли. М.: Высшая школа. 2009. 464 с.
- Еськов Е. К. Экология. Закономерности, правила, принципы, теории, термины и понятия. М.: Высшая школа. 2013. 584 с.
- Еськов Е. К. Биология пчел. Энциклопедический словарь-справочник. М.: Инфра-М. 2013. 388 с.
- Еськов Е. К. Эволюция Вселенной и жизни. М.: Инфра-М. 2015. 416 с.
- Еськов Е. К. Эволюция, экология и этология медоносной пчелы. М.: Инфра-М. 2016. 291 с.
- Еськов Е. К., Фомичев Ю. П., Никонова Л. А. и др. Дигидрокверцетин и арабиногалактан — природные биорегуляторы в жизнедеятельности человека и животных, применение в сельском хозяйстве и пищевой промышленности. М.: издательский дом «Научная библиотека». 2017. 702 с.
- Eskov E.K. The Origin and Organization of the Bee Colony Apis mellifera L. London: Cambridge Scholar Publishing, 2020. 216 p.
- Еськов Е. К. Биологические эффекты электромагнитных полей. М.: Инфра-М. 2021. 284 с.
- Еськов Е. К. Возникновение и эволюция Вселенной. М.:Инфра-М. 2022. 306 с.

Открытия
- 1. Свойство трихоидной сенсиллы дифференцировать в воздушной среде частотно-амплитудно-временную структуру акустических и электрических полей. Свидетельство (Сертификат) № 2.1.3429. Регистрация — 22.04.2003. Приоритет. Публикация: Фонорецепторы медоносных пчёл // Биофизика. 1975. Т.20. № 4. С. 646—651.
- 2. Явление использования в системе биокоммуникаций теплового излучения в инфракрасном диапазоне. Диплом № 422. Приоритет открытия 18.03.2010. Публикация: «Тепловые сигналы связи между развивающимися и взрослыми пчёлами, используемыми в процессе терморегуляции» // Биофизика. 2010. Т. 55. Вып. 4. С. 727—731 (соавт. В. А. Тобоев).